# Mahalangur Himal
Mahalangur Himal (nepalesisk: महालङ्गूर हिमाल, Mahālaṅgūra himāla) er en bjergkæde som er en del af Himalaya og ligger på grænsen mellem Nepal og Tibet.
Den kan kaldes for den højeste bjergkæde i verden. Mahalangur Himal strækker sig 80 kilometer i retning af østsydøst og har en bredde på 65 kilometer i retning nord nord øst. Bjergkæden omfatter 5200 kvadratkilometer.

## Beskrivelse
Bjergkæden strækker sig fra Nangpa La i øst mellem Rolwaling Himal og Cho Oyu til floden Arun. Bjergkæden omfatter Mount Everest, Lhotse, Makalu og Cho Oyu - fire af verdens seks højeste bjerge. På den tibetanske side afvandes den via Rongbuk gletsjeren og Kangshung gletsjeren og på nepalesiske side af blandt andet Barun-floden, Ngojumba gletsjeren og Khumbu gletsjeren. Alla disse er bifloder til Kosifloden via floden Arun i nord og øst eller floden Dudh Kosi i syd.
På den geologiske tidsskala dateres Himalaya, og dermed også Mahalangur Himal, 40-50 millioner år tilbage.

## Bjergkædens dele
Mahalangur Himal deles ind i tre dele eller sektioner:
- Makālu (nepalesisk:  मकालु) tættest på Arun-floden og langs grænsen mellem Nepal og Tibet. Bjerge Makalu 8463 m, Chomo Lonzo 7790 m, Kangchungtse eller Makalu II 7678 m og Peak 7199 regnes til denne sektion.
- Barun (nepalesisk: बरुण, Baruṇa) i Nepal, syd for Makālu sektionen. Bjerge Chamlang 7319 m og Chamlang East 7235 m, Peak 7316, Baruntse 7129 m, Ama Dablam 6812 m og 17 andre bjerg på over 6000 meter regnes til denne sektion.
- Khumbu (nepalesisk:  खुम्बु) langs den internationale grænse vest for Makālu sektionen. Denne sektion omfatter Everest-massivet: Mount Everest 8848 m, Lhotse 8516 m, Nuptse 7855 m og Changtse 7580 m. Vest for Mount Everest ligger Pumori 7161 m og Cho Oyu 8201 m og yderligere cirka 20 toppe på over 7000 meter og 36 topper på over 6000 meter.[1]

Khumbu-regionen i Solukhumbu-distriktet af Nepal er den mest omtalte del af de befolket områder i Mahalangur Himal fordi sporet til Mount Everest, den sydlige rute, der fører gennem dette område.